# وین وانگ
وین وانگ (به چینی: 王穎) کارگردان، تدوین‌گر، تهیه‌کننده و فیلم‌نامه‌نویس هنک کنگی-آمریکایی.

## فیلم‌شناسی
- چن گم شده (۱۹۸۲)
- هر جا غیر اینجا (۱۹۹۹)
- مرکز جهان (۲۰۰۱)
- خدمتکاری در منهتن (۲۰۰۲)